# 福岡晃子
福岡 晃子（ふくおか あきこ、1983年4月16日 - ）は、日本のベーシストである。徳島県徳島市出身で、2005年に上京したが、2020年に徳島県南部に移住した。血液型はA型。ロックバンド・チャットモンチーのベース・コーラスで、2002年から解散まで務めた。

## 来歴
中学生の時にテレビで見たSUPERCARに感銘を受けて大ファンになり、ベーシストのフルカワミキのインタビューを読んで「自分もバンドをできるかも」と思いベースを始める。しかし、当初は楽器ができる友達が周りにおらず、1人で練習する辛さからベースを一度挫折し、別のバンドでギターを担当していた。カバーしていたのはJITTERIN'JINN、THE HIGH-LOWS、ロリータ18号、椎名林檎など。高校時代に友人に誘われて行ったチャットモンチーのライブで、普段は高校でおとなしい橋本絵莉子が歪んだギター音を鳴らし叫ぶように歌う姿に驚愕し、以来チャットモンチーのファンになる。高校卒業を控えた3月に、自分以外のメンバーが就職や県外への進学のために脱退したことを橋本本人に告げられ、同時にベースとして加入の誘いを受ける。ベースを辞めてから年月が経ちほとんど弾けない状態であること、自身の加入でチャットモンチーの音楽性が崩れないかという心配などがあったものの、憧れだったチャットモンチーに加入できることを喜び加入する。大学進学後に高橋久美子と知り合い、チャットモンチーに勧誘する。高橋は教職に就きたかったためなかなか承諾しなかったが、その後も勧誘を続けた結果2004年に加入、スリーピース編成となる。卒業論文では「親子丼について」という題で、レシピを元にした「親子丼できたドン！」という楽曲を制作した。メジャーデビューを機に上京。2011年に高橋が脱退した後はdetroit7の山口美代子に師事しドラムスに転向。2014年にサポートメンバーを加えた4人体制になった後は再びベース主体へ戻る。ライブではベースの他ドラムスやキーボード等も演奏するようになり、マルチプレイヤーとしての才能を発揮している。2018年にバンドは解散（完結）した。
2010年10月10日にアパレルブランド「STINGRAY」を始動。「ドット」をコンセプトとし、ドット柄を多く取り入れたグッズを製作している。
2013年よりおおはた雄一とのユニット「くもゆき」でも活動中。同ユニットの楽曲「ザ・ギョーザ！」ではPV監督を務めている。
また自身の出身地・徳島県にある三好市祖谷の旅館で行われたイベントで世武裕子とともに「忘れちゃいなよバド部」としての演奏もしている。
2021年2月21日、自身のYouTube公式チャンネルを開設し、初回の投稿でチャットモンチー完結後に結婚と出産をしたことを公表した。のちに、この子供が男児であることと息子が発達障害であることを明らかにした。

## 人物
- 血液型はA型。
- 愛称は「あっこ」「あっこびん」。
- 初めてのライブは友人と行ったthee michelle gun elephantのライブであった[10]。
- 橋本・高橋とは異なり、学生時代に管弦楽部および吹奏楽部への入部経験がない。
- 橋本を「砂団子」、高橋を「モンキー」、自身を「黒髪になって更生した元ヤンキー」と表現し、Wikipediaへ追記を求めたことがある[11]。
- 同じ事務所に所属する依布サラサとはよく一緒に食事をする仲である。
- 「ミカヅキ」という名の猫を飼っている。
- 愛猫に「ミカヅキ」と名付けるほど、チャットモンチーの楽曲「ミカヅキ」（2ndアルバム「生命力」収録）が好きであり、チャットモンチー完結後にaccobin名義でリリースしたミニアルバム「AMIYAMUMA」のツアーで演奏、歌唱している。尚、このことはミカヅキの作詞作曲をした橋本絵莉子には内緒にして欲しいと照れ隠しで言っている。
- 四星球とは大学の軽音楽部時代から親交がある[12]。ボーカルの北島康雄とは誕生日も同じである。
- NHK総合の番組「サラメシ」に出演した際、「食事をガッツリ摂らない癖がある」と告白。以降「皆に食生活を心配されるようになった」という[13]。
- プロレス好きであり[14]、過去には別の職業になれるならプロレスラーと答えている[15]。2011年、新日本プロレスが発行したパンフレットにもインタビューが掲載された[16]。

## 使用機材

### エレクトリックベース
- Psychederhythm Modern J-Bass #005（Black）

2009年から使用。メインベースである。
- Psychederhythm Psychomaster Custom Bass #001（Emerald Fire Metallic）

2010年から使用。オーダー品である。Modern J-Bass同様、メインベースである。リアピックアップがハムバッカーなので、Modern J-Bassに比べて太い音が出るのが特徴。
- Vanzandt PB Type（3-Color Sunburst）

4人体制以降、メインのModern J-Bassと同じくらいの頻度で使用している。
- ATELIER Z ZPO-4/Jr（White）

ショートスケールでサイズが小さく、取り回しが良いのが特徴のベースで、武道館でのラストワンマンライブなどで使用。
- YAMAHA Motion Bass MB-Ⅲ（White）

おおはた雄一とのユニット「くもゆき」で使用するために購入。
- GIBSON Thunderbird Non-Reverse（Red）

「くもゆき」のライブなどで使用。
- Rickenbacker 4003（Forego）

友人からの借り物。2人体制〜4人体制時のレコーディングやライブ時に使用。
- Fender Custom Shop Jazz Bass（Lake Placid Blue）

メジャーデビュー前から2008年頃までのメインベースである。過去にネック内部を損傷している。2010年のUS TOURにも持参した。
- Fender Precision Bass（3-Color Sunburst）

オールドのベースである。「とび魚のバタフライ」PVなどで使用。2008年頃まで使用していたが、近年は使用されていない。

### アップライトベース
- Landscape Swing Bass Master

アコースティックライブやYOU MORE“前線”ツアーの「Boyfriend」を演奏する際に使用。

### アンプ
- SUNN concert bass

4人体制以降のメインのベースアンプヘッド。レコーディング時もライブ時も使用している。しかし、このアンプの購入後、それまでメインとしていたTC Electronicのベースアンプの出番が減ったというわけでもなく、ライブごとに使い分けたり、同一のライブで両方のアンプを編成によって使い分けたりしている。
- SUNN 215B

キャビネット。通常は同一メーカーのconcert bassと組み合わせて使用しているが、ライブにより、TC Electronic RH450と組み合わせて使用することもある。
- TC Electronic RH450

2010年以降のメインのアンプヘッド。2人体制時においては、ギターのオクターブ音を鳴らす際と、ベースアンプとして使用する際の設定をプログラミングしており、すぐに設定を変えられるようになっていた。2018年現在もSUNN concert bass同様メインのベースアンプとして頻繁に使用されている。
- TC Electronic RS410

キャビネット。RH450とともに導入。
- EDEN D210XLT

TC Electronic RH450使用時のメインのキャビネット。主にこのキャビネットでマイク録りをする。TC Electronic RH450+RS410を導入する前の2009年頃から使用している。
- Mesa／Boogie BASS 400＋＆RD-1516（「MESA／BOOGIE」と書かれたパネル部分が「MESSA／ACCO」に改造されている）

キャビネットのみ、チャリティーオークションに出品された。
- Ampeg SVT-5 PRO

最近は使用していない。

### エフェクター
- FREE THE TONE BASS DRIVE CONSOLE

福岡仕様のカスタム品で、BASS BLASTERとBOOSTが組み込まれている。
- KORG PB-01
- Xotic RC Booster
- BOSS DD-20

### ドラムセット
- Tama Starclassic Maple（Sunny Yellow Lacquer／Black Nickel）
  - Drums
    - 16"×22" Bass Drum
    - 6.5"×14" Brass Snare Drum
    - 9"×12" Tom Tom
    - 15"×16" Floor Tom

  - Hardware
    - Iron Cobra Lever Glide Hi-Hat Stand (HH905)
    - 1st Chair Drum Throne (HT730)

橋本と折半で購入。ライブでは橋本も使用している
スネアドラムはTamaのスチール製のもの（6"×14"）に変更し、またハイハット側に白いフロアタム（18"）をもう一つ設置しツーバスの代用として使用している。
。ドラムセットの後ろにRolandのJC-120を設置しており、橋本のギターのループ音のみが鳴るようになっている。

### キーボード
- Roland JUNO-DS61（White）

チャットモンチー・メカ編成以降のメインキーボード。「チャットモンチーと機械仕掛けの秘密基地ツアー2017」や同年出演の夏フェスの際には橋本と福岡がそれぞれ1台ずつ、計2台使用し、そのうち1台はねごとからの借り物である。
- KORG microKORG

ドラムやベースを演奏しながらキーボードを弾く際に使用。チャットモンチー・メカ編成以降は出力端子にワイヤレス・トランスミッターを接続し、ステージを動き回りながらパフォーマンスをする際に使用。
- YAMAHA CP300

2007年頃から使用。裏側に「CHATMONCHY」とロゴが入っている。2人体制になり、ライブでの使用が多くなった。

### その他
- Roland SP-404SX（サンプラー）

チャットモンチー・メカ編成以降のライブで使用。
- RME Babyface（オーディオI/O）

レコーディングや制作時に使用。レコーディングにも使用できる音質の良さと手軽さを両立している点から導入された。
- ABLETON Live（打ち込み用ソフト）

チャットモンチーラストアルバム「誕生」制作時に使用。
- NATIVE INSTRUMENTS Komplete（ソフトシンセ）

チャットモンチーラストアルバム「誕生」制作後半時期に導入。

## ディスコグラフィー

### accobin 名義

#### 配信シングル
| 発売日        | タイトル | 備考   |
| ------------- | -------- | ------ |
| 2024年9月25日 | Particle | [ 17 ] |
| 2025年5月21日 | Flowers  | [ 18 ] |

## 書籍
- おかえり（2024年4月、ミルブックス）ISBN 978-4-910215-17-4 ※福岡晃子名義で発売した随筆集[19]。

## 楽曲提供
| アーティスト | 曲名     | 担当       | 収録作品              | 備考   |
| ------------ | -------- | ---------- | --------------------- | ------ |
| CHiCO        | たがため | 作詞・作曲 | 1stソロEP『PORTRAiT』 | [ 20 ] |